# 延安革命纪念馆

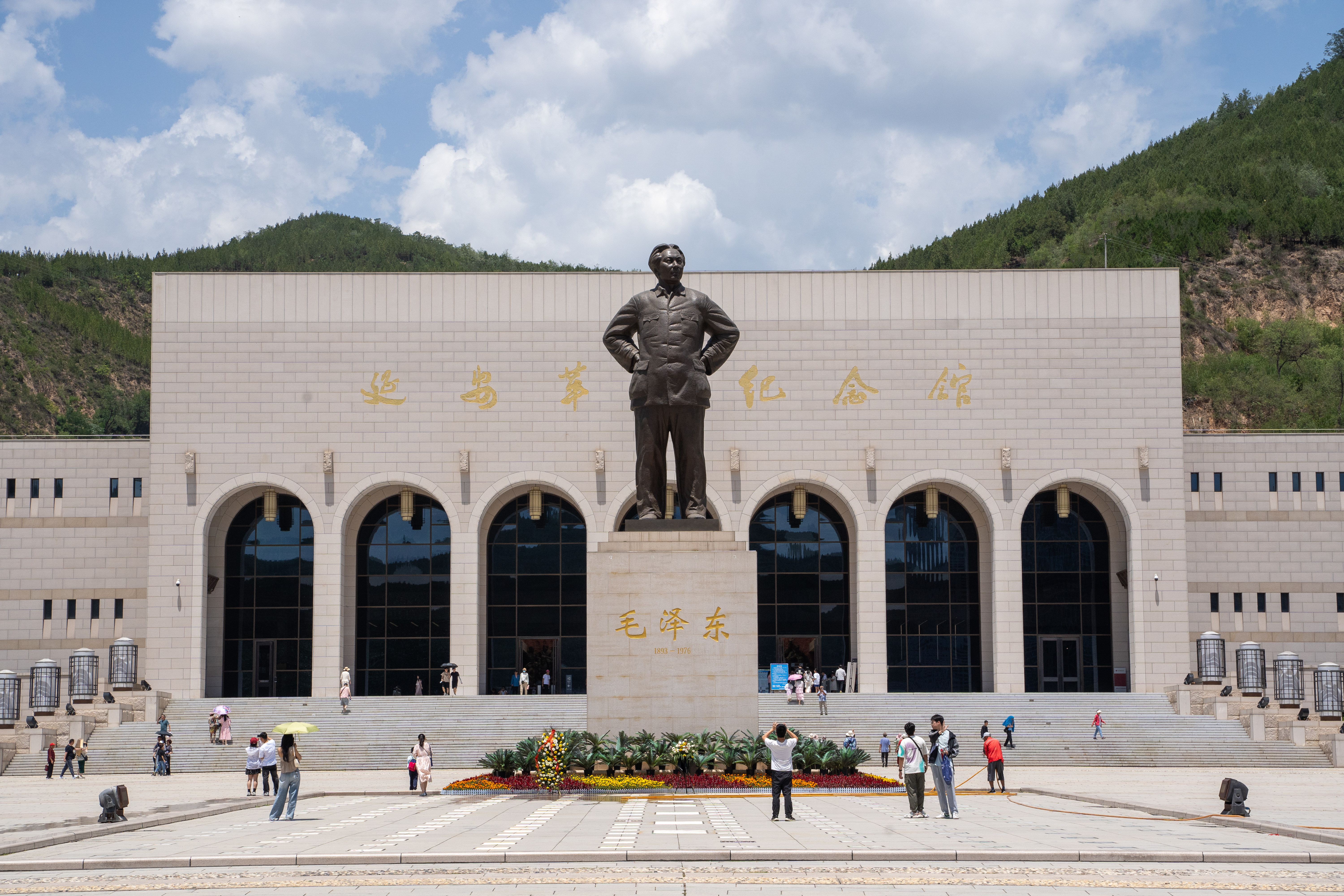
延安革命纪念馆

延安革命纪念馆是位於中華人民共和國陝西省延安市的博物館，主要展出陕甘宁边区的历史（1935年10月至1948年3月）。

## 歷史
博物館於1950年1月成立。1954年迁往杨家岭原中共中央机关旧址，定名为延安博物馆。1955年迁至凤凰山，改名为延安革命纪念馆。1973年6月迁至王家坪，1996年又大规模改造。1997年1月13日，延安革命纪念馆安裝了毛泽东铜雕像1尊，像高5米，基座上有江泽民所书“毛泽东在延安”6个字。2006年10月，開始动工拆除原馆建新馆。2009年8月28日，新馆全面建成并免费对外开放。新馆占地面积238亩，主馆建筑面积29853平方米。2008年3月，延安革命纪念馆被国家文物局评定为国家一级博物馆。